# Полозово (Гагарінський район)
Полозово (рос. Полозово) — присілок Гагарінського району Смоленської області Росії. Входить до складу Гагарінського сільського поселення.
Населення — 60 осіб (2007 рік). 